# Monocladum unipectinatum
Monocladum unipectinatum är en skalbaggsart som först beskrevs av White 1853.  Monocladum unipectinatum ingår i släktet Monocladum och familjen långhorningar. Inga underarter finns listade i Catalogue of Life.